# 르네의 사생활
《르네의 사생활》(Histoired'O, The Story Of O)은 독일(구 서독)에서 제작된 쥬스트 쟈킨 감독의 1975년 드라마 영화이다. 콜린 클레이 등이 주연으로 출연하였다. 1954년에 출판된 안 데클로스의 소설 Story of O를 각색한 것이다.

## 출연

### 주연
- 콜린 클레이
- 우도 키에르
- 안소니 스틸
- 장 가벙

### 조연
- 마르티네 켈리
- 장-피에르 앤드리니

## 기타
- 프로듀서: 에릭 로카